# Âm sắc
Trong âm nhạc, âm sắc được biết là phẩm chất của một nốt nhạc hoặc âm thanh. Âm sắc giúp phân biệt làm những loại nhạc cụ khác nhau. Những tính chất vật lý của âm thanh ảnh hưởng đến sự nhận thức âm sắc bao gồm phổ âm và cường độ.
Trong thanh âm học, âm sắc được biết đến như là "chất lượng" âm thanh hay "màu sắc" của âm thanh.
Ví dụ, âm sắc là cái mà người ta có thể dùng để phân biệt một kèn saxophone và một kèn trumpet trong một nhóm chơi nhạc Jazz, ngay cả khi cả hai loại nhạc cụ này đang chơi những nốt nhạc có cùng cường độ và cao độ.